# Sad (oblast de Dnipropetrovsk)
Pour les articles homonymes, voir Sad.
Sad (en ukrainien et en russe : Сад) est une commune urbaine de l'oblast de Dnipropetrovsk, en Ukraine. Sa population s'élevait à 470 habitants.

## Géographie
Sad se trouve à 23 km au nord-ouest de Synelnykove, à 20 km à l'est de Dnipro et à 408 km au sud-est de Kiev.

## Histoire
La première mention du village de Sad remonte à la seconde moitié du XIXe siècle. Il accéda au statut de commune urbaine en 1957.

## Population
Recensements (*) ou estimations de la population :
| 1959* | 1970* | 1979* | 1989* | 2001* |
| ----- | ----- | ----- | ----- | ----- |
| 597   | 706   | 662   | 565   | 474   |

| 2009 | 2010 | 2011 | 2012 | 2013 |
| ---- | ---- | ---- | ---- | ---- |
| 484  | 477  | 470  | 471  | 477  |